# Bicornin
Bicornin es un elagitanino encontrado en la especie de los Myrtales: Trapa bicornis (abrojo de agua) y Syzygium aromaticum (clavo).

La molécula contiene un grupo de ácido luteico.